# Касбах-Оленберг
Касбах-Оленберг (нім. Kasbach-Ohlenberg) — громада в Німеччині, розташована в землі Рейнланд-Пфальц. Входить до складу району Нойвід. Складова частина об'єднання громад Лінц.
Площа — 4,78 км2. Населення становить 1405 ос. (станом на 31 грудня 2020).